# 831決定
《全國人民代表大會常務委員會關於香港特別行政區行政長官普選問題和2016年立法會產生辦法的決定》，通稱831決定、831框架或831方案（「八三一」決定、「八三一」框架或「八三一」方案），是中华人民共和国最高立法機關全國人民代表大會之常設機關常務委員會於2014年8月31日對香港特別行政區的2017年起行政長官選舉辦法作出的提案，以及2016年立法會選舉辦法作出維持不變的決定，其效俗稱人大落閘、「落三閘」或「三落閘」，批評者形容為831釋法。
831決定提出：香港特區行政長官（特首）必須“愛國”；以現行的選舉委員會的產生辦法組成提名委員會；提名委員會提名產生兩至三名特首候選人，每名候選人均須獲得提名委員會半數以上委員的支持；特首人選經普選，由中華人民共和國中央人民政府任命；普選特首以後，方可普選全體立法會議員；立法會普選辦法由普選的特首提出、全國人大常委會確定。
831決定被民主派人士抨擊違反了自由和公平選舉的原則，斥為「假普選」，並引發爭取「真普選」的大規模佔領抗議活動雨傘運動。法律界團體法政匯思指出「落閘」部分無法律效力，任何合乎此決定的方案均非普選方案。此決定所提出的特首選舉辦法，依據基本法附件，須經香港立法會三分之二多數同意而通過方有可能生效。香港特區政府高官力推「袋住先」〔先揣著〕。最終，此選舉辦法之議案遭到香港立法會大比數反對而不通過，故而831決定的特首選舉辦法並未施行。

## 背景
2013年12月，香港政府就2017年行政長官選舉和2016年立法會選舉的選舉辦法展開公眾諮詢。根據2007年全國人民代表大會常務委員會的決定，2017年行政長官選舉“可以採用普選方式”。經過2013年12月至2014年5月的諮詢期，主要圍繞行政長官是否要“愛國愛港”，以及香港基本法中提名委員會的角色等問題展開第四十五條“行政長官由具有廣泛代表性的提名委員會按照民主程序提名，普選產生。” 

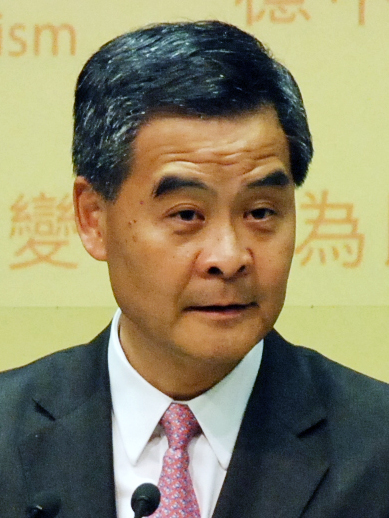
2013年的梁振英

早在2013年3月，全國人大常委會法工委主任委員喬曉陽就表示，特首候選人必須是愛國愛港的人，不堅持與中央對抗。觀察人士表示，此舉是為了篩選反對派民運陣營的候選人。喬還提到“提名委員會實際上是一個組織，提名委員會提名行政長官候選人是組織提名的一種形式”。
2013年11月22日，喬晓阳的繼任人大常委會法律委員會主任委員李飛表示，“行政長官對中央政府負責，對香港負責。這意味著這個職位必須由愛國人士擔任。以及香港——任何反對中央政府的人都不能接受它。” 
首個諮詢期於5月結束後，諮詢報告於2014年7月發表。行政長官梁振英隨後向全國人大常委會提交香港特別行政區行政長官的報告。外界普遍猜測全國人大常委會將在八月份的會議上確定選舉改革的框架。

## 條文
2014年8月31日，第十二屆全國人民代表大會常務委員會第十次會議通過了《關於2017年行政長官和2016年立法會選舉產生辦法的決定》：
《決定》指出，“必須堅持行政長官必須是愛國愛港人的原則”。行政長官的產生方式必須從制度上加以規定，以維護香港的長期繁榮穩定，維護國家的主權、安全和發展利益。
並規定，應組建具有廣泛代表性的提名委員會，提名委員會的人數、組成和產生辦法參照2012年組建的現有選舉委員會。提名委員會應提名二至三名候選人，其中每名候選人必須獲得提名委員會全體成員半數以上的支持，所有符合條件的選民才能參加選舉。
候任行政長官經普選產生後，須由中央人民政府任命。
第五屆立法會法案和議案的產生辦法和表決程序將繼續適用於2016年第六屆立法會。行政長官普選後，立法會全體議員的選舉可以普選方式實施。

## 反應
香港政府歡迎全國人大常委會的決定。行政長官梁振英表示，“大多數香港市民，即2017年特首選舉的500萬合資格選民，都可以投票選舉特首”。他還說：“這是香港第一次有機會——一個非常好的機會——一人一票——普選。這是我們都應該感到自豪的事情。”

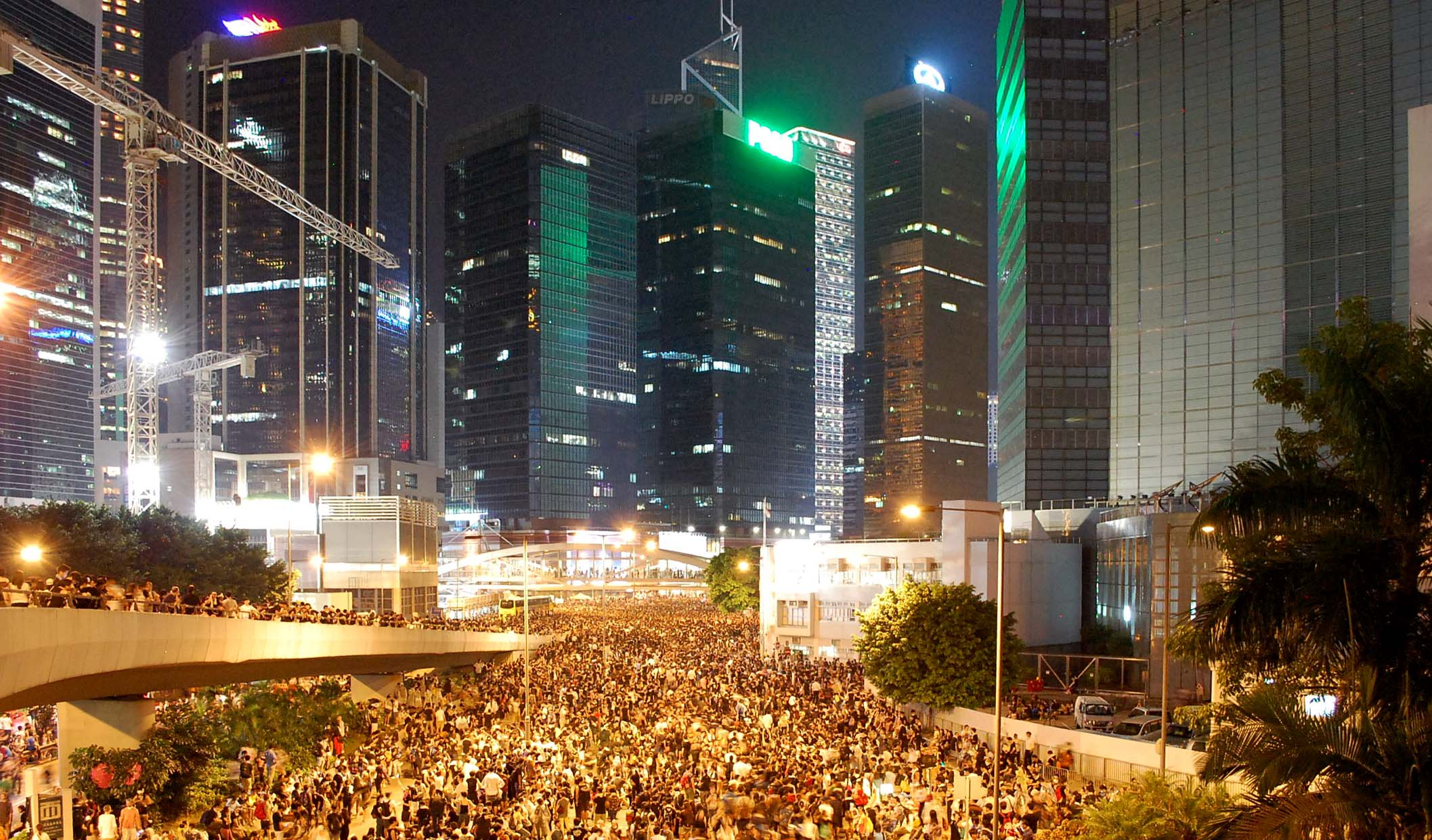
2014年，香港街头的占中运动

讓愛與和平佔領中環運動誓言，如果憲改方案沒有達到自由和公正選舉的國際標準，將在香港中環市中心發起大規模的合法占領活動，抨擊北京的決定是扼殺民主，阻止持不同政見的人競選公職。它的聲明說：“真正的普選包括選舉權和被選舉權。” “全國人大常委會的決定，通過不合理的限制，剝奪了不同政見人士的選舉權和被選舉權，使‘選人政治’長期存在。” 它表示將在8月31日晚上數千人反對北京計劃的集會中繼續他們的佔中計劃。佔中聯合創始人戴耀廷對人群說：“我們希望聚集在這裡的人成為無畏的公民抵抗者。我們的希望是什麼？我們希望今天香港進入一個新時代，一個公民不服從的時代，一個抵抗時代”。